# Stan Mauldin
Stanley Hubert Mauldin (Amarillo, 27 dicembre 1920 – Chicago, 24 settembre 1948) è stato un giocatore di football americano statunitense che ha giocato per tutta la carriera con i Chicago Cardinals della National Football League (NFL) . Al college ha giocato a football all'Università del Texas.

## Carriera
Mauldin fu scelto dai Chicago Cardinals nel corso del settimo giro (53º assoluto) del Draft NFL 1943. Iniziò a giocarvi nel 1946 e l'anno successivo vinse il campionato NFL. Morì di arresto cardiaco durante una gara contro i Philadelphia Eagles il 24 settembre 1948. In suo onore i Cardinals ritirarono il suo numero 77.

## Palmarès

### Franchigia
- Campione NFL: 1

Chicago Cardinals: 1947

### Individuale
- Numero 77 ritirato dagli Arizona Cardinals

## Statistiche
| Partite totali | 19 |